# Traella
Traella era una alqueria musulmana situada a la Vall de Xaló, i que va pertànyer a la família dels Martorell fins a l'any 1439. Aquesta alqueria és la mateixa que als documents del segle xiii apareix amb la denominació de Atrayello.

## Etimologia. Variants
Aquest topònim presenta, doncs, dues variants històriques. Atrayello, la primera des del punt de vista cronològic, va donar la forma Traella per la concurrència de tres fenòmens fonètics: l'elisió de la vocal inicial, la desaparició de la iod intervocàlica i, darrerament, la mutació de la /o/ final en /a/.
(A)tra(y)ello > Traello > Traella
Atrayello és un topònim compost que es pot segmentar morfològicament de la següent manera: atr-ayello. Ayello, que constitueix el nucli del compost, és un nom de lloc d'origen mossàrab que significa campell o campet i prové de la forma latina agellum (diminutiu del mot ager-agri). Atr- deriva de l'adjectiu llatí de tres terminacions ater, atra, atrum, que té el significat de negre, fosc o ombrívol. Per això, el compost podria fer referència a un lloc que es trobara al peu d'una penya que projectara la seua ombra sobre ell.

## Yaye Duce i Cent
En aquesta alqueria el musulmà Yaye Duce i la seua muller dita Cent tenien un alberg i una heretat per la qual devien a en Francesc Martorell 148 sous i 7 diners en concepte de rendes, censos i magrams. Aquest matrimoni va abandonar Traella sense haver-li pagat l'esmentat deute a en Francesc i es va establir a Beniarjó, que era un senyoriu del poeta Ausiàs March. En una carta datada el dia 12 de juliol de l'any 1430, el patriarca dels Martorell va sol·licitar del Governador de València que comminara a en March a tornar-li aquests vassalls o, en cas contrari, que el seu nou senyor li abonara el deute dels Duce que pujava a 197 sous i 11 diners (on estaven incloses, a més de les rendes de Traella, les d'un alberg i una heretat que els Duce tenien a Llíber, lloc que aleshores també pertanyia a la família Martorell).

## L'herència d'Isabel Martorell
Traella era un dels cinc llocs que l'any 1439 el poeta Ausiàs March va rebre en herència de la seua primera muller, na Isabel Martorell. Les altres possessions eren: Cuta, El Ràfol de Xaló, Benibéder i el Ràfol de Famut.
Els musulmans que vivien en aquestes contrades se sentien temerosos per la possibilitat que el poeta, en la seua condició de nou senyor, es negara al manteniment de llurs usos i costums. S'equivocaven de mig a mig, perquè en March va demostrar molt bona disposició en reunir els seus vassalls i jurar-los solemnement que respectaria les seues formes d'organització social.
Aquest jurament de respecte, en March el va fer a la plaça del Ràfol de Xaló (l'actual Plaça Major d'aquesta població) en presència dels seus vassalls, el notari en Pere Bielsa i cinc testimonis -tres cristians i dos musulmans- que havien vingut ex professo des de Dénia.

## Els Íxer: els nous propietaris
Tots els dominis que formaven part de l'herència de la seua muller, en March els va vendre l'any 1444 per 22.000 sous a n'Agnés de Portugal, l'esposa d'en Gonçal d'Íxer, que era aleshores Comanador de Muntalbà. N'Agnés li va pagar al venedor immediatament 5.500 sous, i la resta del preu els contractants havien acordat que seria abonada en forma de renda o pensió anual.
El dia 29 de maig de 1459 n'Agnés de Portugal en escriptura pública va fer donació de Traella i totes les altres alqueries que tenia a la Vall de Xaló al seu fill Joan.
Per tant, l'alqueria de Traella va pertànyer successivament a tres importants llinatges valencians: els Martorell, els March i els Íxer.